# Protestantismo em Portugal
Religião na Portugal em 2012

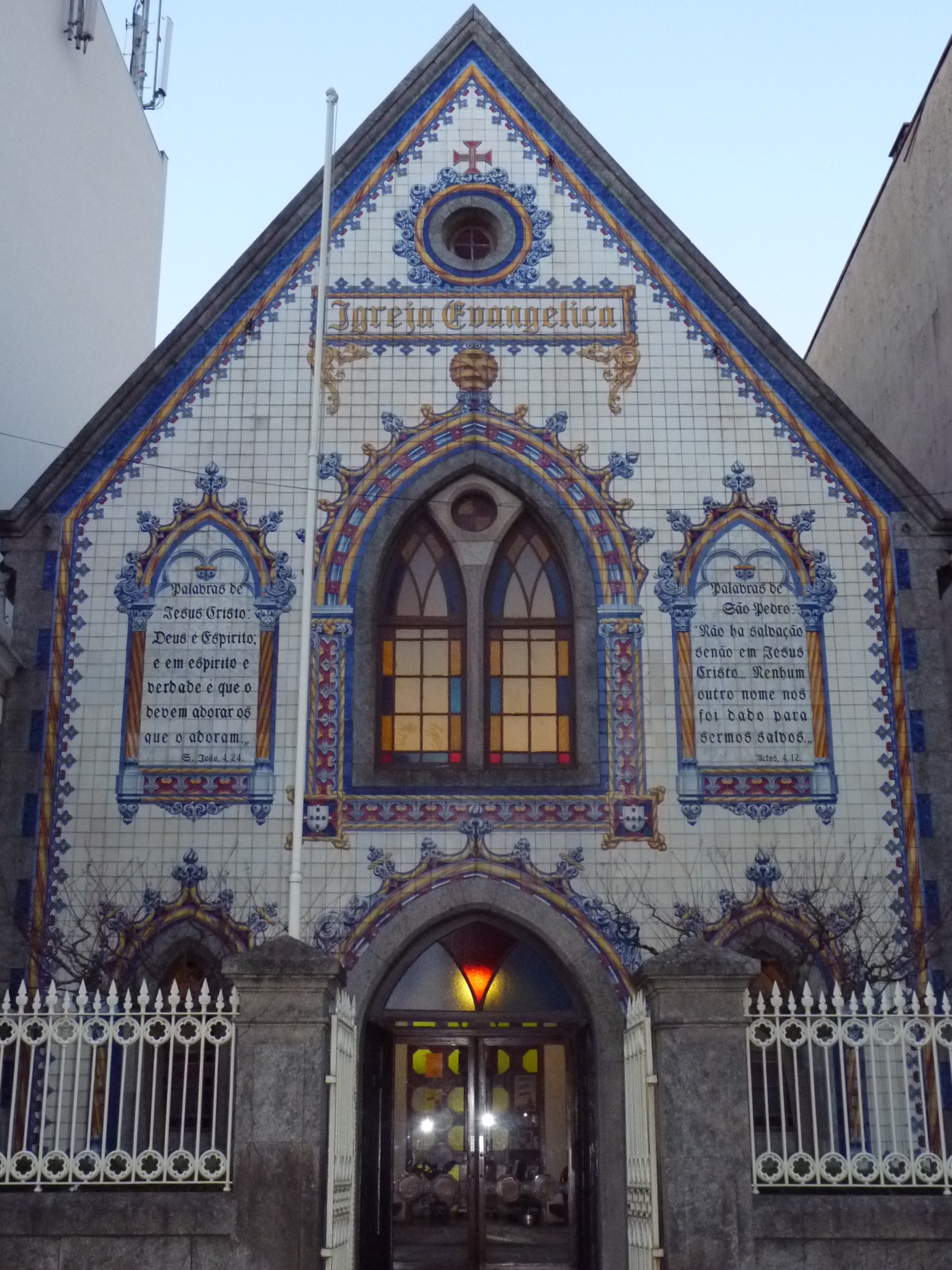
Igreja Evangélica Metodista do Mirante, no Porto.

O protestantismo em Portugal é uma religião minoritária. As reformas implementadas pelo Concilio de Trento (1545–1563), alicerce da reforma da Igreja Católica surtiram efeito em Portugal e Espanha quanto à não adopção do protestantismo, tendo o início da abertura para este movimento reformista apenas no século XVIII devido ao fortalecimento do Estado e consequentemente da alteração da relação entre a Igreja Católica e a Coroa Portuguesa.

## Histórico
O protestantismo em Portugal não resulta de uma dissidência religiosa face quase ao nulo impacto da reforma protestante no século XVI, o protestantismo surge sobretudo a partir do século XIX pelos ingleses que residiam no país. A Sociedade Bíblica, fundada em Inglaterra no início do século XIX, estabelece uma agência em Portugal em 1864, assim as primeiras igrejas nacionais, as do chamado protestantismo histórico, começam então a implantar-se nas áreas de maior presença britânica: Lisboa e Porto.
Com a Revolução de 25 de Abril de 1974 e a consequente liberdade política, esta permite um aumento da prática religiosa: As Testemunhas de Jeová, reivindicaram o direito de exercer livremente a sua atividade e em meados dos anos 80, a Igreja Universal do Reino de Deus começa a reforçar a sua presença.
O crescimento do protestantismo deu-se pela multiplicação das “igrejas evangélicas de recorte pentecostal”, algumas vezes numa lógica de aliança e dissidência entre os pastores numa dinâmica de angariação de novos membros.
Em 2010, contavam-se em Portugal 1 065 templos protestantes/evangélicos, sem contar com os 122 dos Adventistas do Sétimo Dia, os 84 das Testemunhas de Jeová, os 49 da Igreja Maná e os 64 templos mórmons.
Estima-se que os protestantes em Portugal sejam aproximadamente 5% daqueles que se afirmam como religiosos sendo que mais de 60% dos protestantes se concentram na Área Metropolitana de Lisboa e cerca de 15% na região do Algarve, mais de metade tem menos de 35 anos reunindo mais homens do que mulheres, sendo menos escolarizados do que os católicos com menos de 10% com ensino superior. O crescimento do protestantismo e das inúmeras igrejas em Portugal fez-se por influência da imigração, sobretudo proveniente do Brasil e dos países africanos de língua oficial portuguesa, representando 50% do total de crentes.
Em Portugal a presença protestante é composta “de uma minoria muito plural de igrejas que, em muitos casos, não se reconhecem entre si como representantes de um protestantismo puro e que se veem como concorrentes”, “a realidade protestante em Portugal é feita historicamente de muitas camadas”.
Nas camadas mais recentes, convivem as mais representativas igrejas pentecostais, agrupadas sob a Aliança Evangélica Portuguesa (AEP) e que vão dos batistas aos membros das Assembleias de Deus, passando pela Igreja dos Irmãos (darbistas).
A raiz protestante, herdeira da reforma do século XVI inclui ainda as mais recentes neopentecostais Igreja Universal do Reino de Deus (IURD) e Igreja Maná, embora sejam excluídas pelas duas principais famílias protestantes representadas pelo Conselho Português de Igrejas Cristãs (COPIC) e pela AEP, existindo inclusivamente uma rejeição de alguns rituais praticados.
Ainda no complexo universo protestante português surgem as Testemunhas de Jeová, que representa pouco mais de 1% da população portuguesa que se diz cristã, e a Igreja de Jesus Cristo dos Santos dos Últimos Dias (conhecidos como mórmons), embora não se considerem protestantes derivam do protestantismo.